# Susana Villarán
Susana María del Carmen Villarán de La Puente est une femme politique péruvienne, née le 16 août 1949 à Lima. En 2011, à la suite des élections municipales, elle est devenue la maire de Lima pour un mandat de quatre ans.

## Biographie
Susana Villarán est née le 16 août 1949, dans une famille liménienne. Elle est la fille de Fernando Villarán Duany et Josefina de la Puente y Lavalle. Elle finit ses études primaires et secondaires dans une école française, École Nouvelle, et dans le Colegio del Sagrado Corazón Chalet y Monterrico. Elle poursuit ses études à l'École supérieure de l'éducation familiale et à l'École de journalisme Jaime Bausate y Meza.
Vers 1973, elle s'inscrit à l'université pontificale catholique du Chili pour devenir sociologue, mais elle interrompt ses études après le coup d'État d'Augusto Pinochet. En revanche, elle fréquente, de 1972 à 1973, le Centre d'études de la réalité nationale (CEREN), branche de l'université catholique du Chili.
De 1983 à 1985, elle est membre de la municipalité métropolitaine de Lima. Lors du mandat du maire Alfonso Barrantes Lingán, elle fonde, avec le concours de celui-ci, le programme d'alimentation pour enfants Vaso de leche (Verre de lait).
En 2000, Susana Villarán est nommée au poste de ministre de la Femme et du Développement social pendant le gouvernement transitoire de Valentín Paniagua Corazao. Elle est aussi élue coordinatrice du Parti pour la démocratie sociale (Partido por la Democracia Social). Deux ans plus tard, elle obtient le rôle de Protectrice de la Police (Defensora de la Policía).

## Élections générales péruviennes de 2006
En 2006, Susana Villarán dépose sa candidature pour les élections générales péruviennes, sous la houlette de la coalition Concertación Decentralista, formée par le parti pour la Démocratie sociale et le mouvement humaniste péruvien. Elle obtient 0,62 % des votes, occupant ainsi la septième place parmi tous les autres candidats présidentiels.